# 손 없는 날
손없는 날(損-)에서의 손은 사람의 활동을 방해하고 사람에게 해코지 한다는 악귀 또는 악신을 뜻하며, 나쁜 귀신이 돌아다니지 않아 인간에게 해를 끼치치 않는 길한 날을 의미한다. 음력 날짜로는 9와 0으로 끝나는 날이며, 8개의 모든 방향으로 귀신이 활동하지 않는 길일이다. 따라서 이날에 수리, 이사, 혼례, 개업 등을 하면 상서롭다고 믿으며 주요행사의 날짜를 정하는 기준이 된다.

## 음력
| 음력 1월  | 9 10 19 20 29 30 |
| 음력 2월  | 9 10 19 20 29 30 |
| 음력 3월  | 9 10 19 20 29 30 |
| 음력 4월  | 9 10 19 20 29 30 |
| 음력 5월  | 9 10 19 20 29 30 |
| 음력 6월  | 9 10 19 20 29 30 |
| 음력 7월  | 9 10 19 20 29 30 |
| 음력 8월  | 9 10 19 20 29 30 |
| 음력 9월  | 9 10 19 20 29 30 |
| 음력 10월 | 9 10 19 20 29 30 |
| 음력 11월 | 9 10 19 20 29 30 |
| 음력 12월 | 9 10 19 20 29 30 |

## 같이 보기
- 이삿날
- 무속신앙
- 태음력
- 달력